# HOOK3
HOOK3‏ (Hook microtubule tethering protein 3) هوَ بروتين يُشَفر بواسطة جين HOOK3 في الإنسان.